# Presó de Mountjoy
La Presó de Mountjoy (gaèlic irlandès Príosún Mhuinseo) fundada com a Mountjoy Gaol, de sobrenom The Joy, és una presó de seguretat mitjana situada a Phibsborough al centre de Dublín, Irlanda. És la segona presó amb més població presidiària d'Irlanda. Els funcionaris de presons encara fan comentaris irònics amb el nom de la presó. El director de la presó actual és Edward Whelan.

## Acomodament físic
La presó de MOuntjoy és construïda al llarg d'un disseny radial amb quatre ales principals (de la A a la D) cadascuna de les quals té tres aterratges que estan connectats a un cercle central. Quan es va construir originalment en 1850 tenia 500 cel·les cadascun dels quals va ser dissenyada per a una sola capacitat. Moltes parts de l'edifici original, o bé han estat renovades o destruïdes.

### Presó principal
En el moment de la inspecció de 2009 hi havia 371 cel·les en la unitat principal de la presó. Aquestes són les cel·les originals que van ser construïdes en 1850 per a ús individual. La seva grandària varia de 3.91 m x 3.43 m x 2.06 m a 2.06 m. A més, hi ha cinc cel·les amb capacitat per a quatre persones cadascuna. Cap de les 367 cel·les d'aquest bloc tenen sanitari a les cel·les, amb l'excepció de les de l'ala C, que va ser renovades en 2012 i ara s'utilitzen com a habitatge per als administradors i als presos que treballen. Aquestes cel·les contenen inodors i piques metàl·liques.
La presó va ser construïda amb sanitaris a les cel·les, però foren retirats el 1939 per iniciativa d'un funcionari que considerà que "els presos estaven usant massa aigua". Els interns han d'utilitzar orinals.

### Unitat mèdica
La unitat mèdica, coneguda també com la unitat de desintoxicació de drogues, és una estructura de tres pisos. Ofereix allotjament per a seixanta presoners a quaranta-vuit cel·les unipersonals i tres cel·les amb capacitat per a quatre persones. Totes les cel·les en aquesta unitat hi tenen sanitaris. Està equipada amb instal·lacions mèdiques, aules i instal·lacions de cuina. L'Inspector de Presons va informar en 2009 que aquesta unitat era lluminosa i neta i que no hi patien d'amuntegament.

### Base
El soterrani o base, es troba sota la presó principal i s'estén per cadascuna de les ales. Hi ha més allotjament en parts de la base. La Base B (ara tancada per reformes) conté sis cel·les individuals i 8 quatre cel·les per quatre persones. Totes aquestes cel·les hi tenen sanitaris. La unitat també conté una cambra de bany, cinc cel·les especials, i un pati d'exercici al costat. La Base C de recent obertura s'utilitza exclusivament per albergar presoners d'internament fins que es col·loquen a les ales apropiades a la presó principal. La Base C també té una Unitat de Comportament Controlat separada coneguda com a CBU, o el Bloc, que s'utilitza per als presos rebels o en càstig. Això inclou 23 hores de bloqueig i la no integració amb altres reclusos.

### Unitat de separació
La unitat de separació té trenta-cinc cel·les. També compta amb instal·lacions de cuina, un bloc de dutxa i un safareig. Després de remodelació de la unitat en 1997, totes les cel·les tenen ara sanitaris a les cel·les.

### Sobrepoblació
El 2009, l'Inspector de Presons calcula que la presó de Mountjoy està dissenyada per a una capacitat de 489 presos. Aquest càlcul exclou les cel·les per a avaluació, temps d'espera i revestiment. Aquests tipus de cel·les no són adequades per a l'allotjament. Malgrat aquesta capacitat de disseny de la presó la capacitat oficial de la presó és de 573 presos. Els canvis en la capacitat sovint es relacionen, segons l'inspector, a un augment en la provisió de matalassos i llits en lloc de l'addició de noves cel·les al sistema Pel juliol de 2010, l'informe de l'Inspector estima una "capacitat de llits" de 630 i 728 per al número realment sota custòdia.
L'Inspector General de Presons i Centres de Detenció ha afirmat que els presos de Mountjoy es troben en les condicions més inhumanes, degradants i d'amuntegament, i que molts han de dormir a terra en condicions insalubres causa de l'amuntegament. Recomana que sigui tancada i demolida. El 2006 l'Inspector General va descriure l'actitud del llavors Ministre de Justícia i Igualtat Michael McDowell (PD) cap a la reforma com "aterridora i feixista".

## Població reclusa
Es va estimar el 2009 que el 50 per cent dels internaments en aquest any, o 2.000 presos, ho eren per l'impagament de multes.

## Violència
L'agost de 2006 els presos que estaven normalment separats de la resta de la població reclusa per raons de seguretat es van barrejar entre si per una nit amb el reclús malalt mental Stephen Egan. El presoner Gary Douche va ser assassinat per Egan, qui va ser trobat no culpable d'assassinat causa de la falta de responsabilitat. Això va portar al ministre de Justícia a sol·licitar un límit de 520 reclusos en la capacitat de la presó.

## Història
Mountjoy fou dissenyada per l'oficial enginyer militar britànic capità Joshua Jebb, i oberta en 1850, basada en el disseny de la presó de Pentonville de Londres, també dissenyada per Jebb. Originalment fou concebuda com a primera parada per als homes sentenciats a deportació, que passarien d'un període en confinament separats abans de ser traslladat a Spike Island i d'allí deportats a Terra de Van Diemen.
Un total de 46 presos (entre ells una dona, Annie Walsh) foren executats dins dels murs de la presó, abans de l'abolició de la pena de mort. Les execucions es van dur a terme per execució a la forca, després de la qual cosa es van prendre els cossos dels morts des de la patíbul i enterrats als terrenys de la presó en tombes anònimes. La llista dels presos executats a la presó de Mountjoy inclou:
- Kevin Barry
- Patrick Moran
- Frank Flood
- Thomas Whelan
- Thomas Traynor
- Patrick Doyle
- Thomas Bryan
- Bernard Ryan
- Edmond Foley
- Patrick Maher.

Annie Walsh de Limerick, que va ser declarada culpable d'assassinar el seu marit, fou executat a la presó de Mountjoy el 5 d'agost 1925. Segueix sent l'única dona executada per l'Estat irlandès.
Després d'haver estat declarat culpable d'assassinar un oficial de Garda, Charlie Kerins, l'ex Cap d'Estat Major de l'IRA Antitractat, va ser penjat a la presó de Mountjoy l'1 de desembre de 1944.
L'última execució duta a terme a la República d'Irlanda, la de Michael Manning, es va dur a terme a la presó de Mountjoy el 20 d'abril de 1954.
Alguns líders irlandesos implicats en la Guerra Angloirlandesa i en la Guerra Civil Irlandesa hi foren empresonats. El 14 de maig de 1921, un equip dirigit per l'IRA Paddy Daly i Emmet Dalton intentà rescatar Sean McEoin de la presó. Es va utilitzar un vehicle blindat capturat per accedir a Mountjoy, però van ser descoberts i va haver de fugir a trets.
John Keegan 'Leo' Casey, poeta fenià i autor de la popular cançó "Rising of the Moon", va ser empresonat aquí durant la dècada de 1860. Posteriorment, al segle 20 i el dramaturg i activista de l'IRA Brendan Behan també va ser empresonat.
El 31 d'octubre de 1973 va ser l'escenari d'una espectacular fugida en helicòpter de tres presos de l'IRA Provisional, entre ells Seamus Twomey i J.B O'Hagan.

## Reubicació
Han estat adquirits uns terrenys de 60 hectàrees per 30 milions d'euros a Thornton Hall, Fingal, per a construir-hi la nova presó que substitueixi Mountjoy. La nova instal·lació tindrà una capacitat per a 1.200 presoners. El lloc inclourà instal·lacions judicials, enllaços de vídeo-conferències i instal·lacions mèdiques i terapèutiques, però a causa de les retallades del govern aquests plans han estat deixats de banda.